# El rey de Taoro (novela histórica)

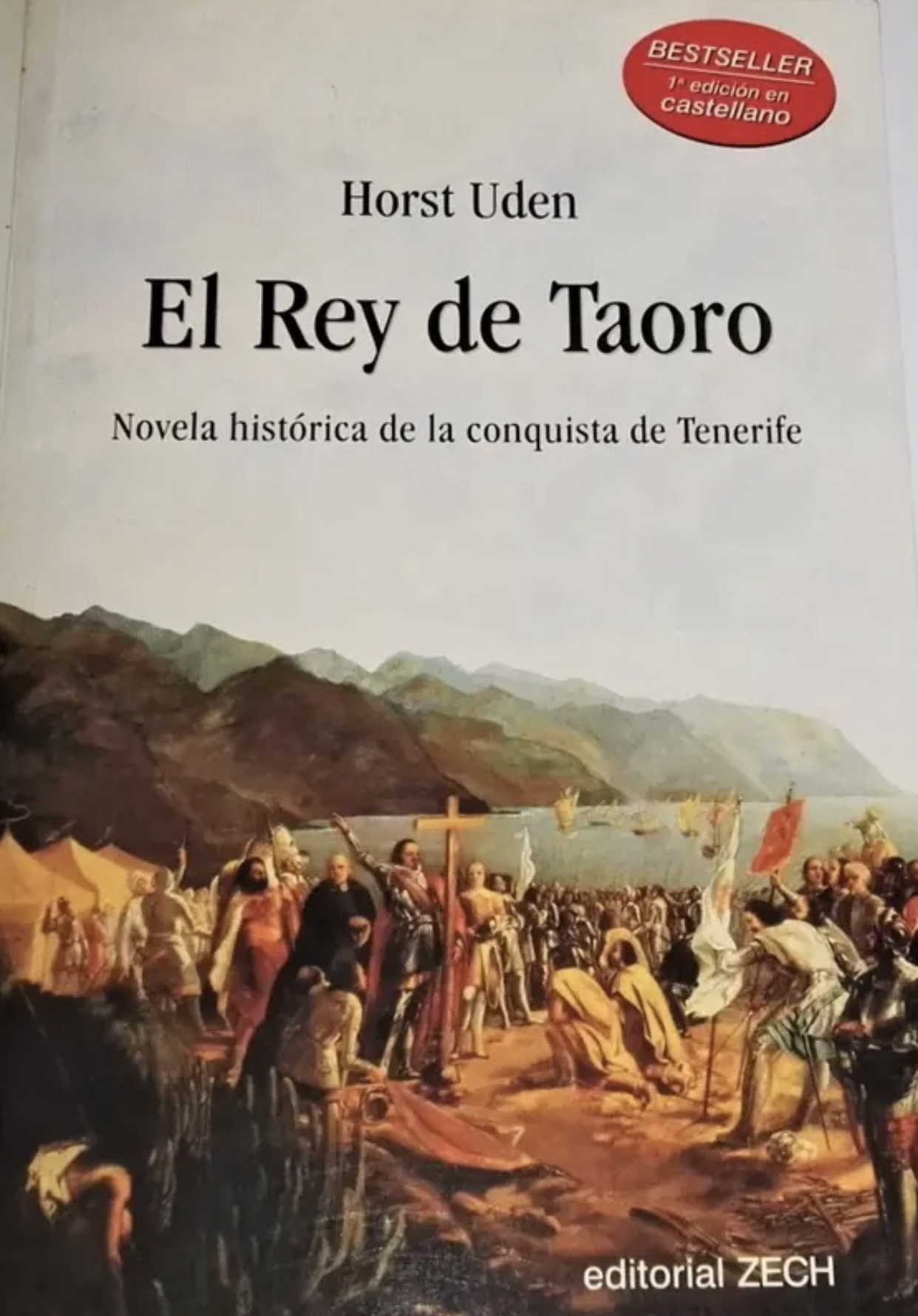

El rey de Taoro (Título original en alemán: ‘Der König von Taoro’) es una de las novelas históricas más conocidas del autor alemán Horst Uden (1898-1973). Su primera edición data de 1941 y su primera versión en español fue publicada por la editorial Zech en 2004 y traducida por María Mercedes Álvarez Vázquez.
Es una novela que habla sobre las guerras de la conquista de las Islas Canarias, su cultura, sus aborígenes; los guanches, las costumbres de estos y las leyendas que se cuentan.

## Argumento
Los castellanos llegan a Tenerife en 1494 por orden de los Reyes Católicos y fundan la primera ciudad: Santa Cruz de Tenerife. Alonso Fernández de Lugo era el dirigente de la operación. Este ordena avanzar hasta Taoro, donde reside el Mencey más fuerte; Bencomo, conocido como El rey de Taoro. Pero Bencomo, junto a sus aliados, le tiende una emboscada, venciendo así al ejército conquistador y generando una detención de la guerra y la huida de Fernández de Lugo a la isla de Gran Canaria.

## Personajes

### Personajes principales
- Alonso Fernández de Lugo, un hidalgo andaluz que dirigió la conquista de las islas de Tenerife y La Palma y participó también en la de Gran Canaria.
- Bencomo, fue el guanche más conocido por su gran poder y fuerza. Es recordado principalmente por su dirección de la resistencia canaria frente a los castellanos en los años de conquista.